# Division 1 1950-1951
La Division 1 1950-1951 è stata la 13ª edizione della massima serie del campionato francese di calcio, disputato tra il 26 agosto 1950 e il 27 maggio 1951 e concluso con la vittoria del Nizza, al suo primo titolo.
Capocannoniere del torneo è stato Roger Piantoni (FC Nancy) con 28 reti.

## Stagione

### Novità
Il lotto delle squadre partecipanti tornò a 18. In zona retrocessione, le squadre classificate al quartultimo e al terzultimo posto avrebbero ottenuto l'accesso a un play-off interdivisionale contro la terza e la quarta classificata di Division 2.

### Dopo il campionato
Alla fine della stagione il Nizza, squadra campione, avrebbe dovuto partecipare alla terza edizione della Coppa Latina; i campioni di Francia optarono per la contemporanea Copa Rio, una competizione a inviti organizzata dalla Federazione brasiliana di calcio e considerata dalla Fifa il primo tentativo di competizione per club a livello mondiale. Al posto del Nizza, il Lilla partecipò alla Coppa Latina.

## Classifica finale
|  | Pos. | Squadra             | Pt | G  | V  | N  | P  | GF | GS | MR    |
|  | ---- | ------------------- | -- | -- | -- | -- | -- | -- | -- | ----- |
|  | 1.   | Nizza               | 41 | 34 | 18 | 5  | 11 | 73 | 46 | 1,587 |
|  | 2.   | Lilla               | 41 | 34 | 17 | 7  | 10 | 57 | 43 | 1,326 |
|  | 3.   | Le Havre            | 40 | 34 | 18 | 4  | 12 | 59 | 43 | 1,372 |
|  | 4.   | Nîmes               | 40 | 34 | 16 | 8  | 10 | 64 | 53 | 1,22  |
|  | 5.   | Stade Reims         | 40 | 34 | 15 | 10 | 9  | 61 | 50 | 1,208 |
|  | 6.   | Bordeaux            | 37 | 34 | 14 | 9  | 11 | 58 | 49 | 1,184 |
|  | 7.   | Saint-Étienne       | 37 | 34 | 15 | 7  | 12 | 63 | 59 | 1,068 |
|  | 8.   | Olympique Marsiglia | 36 | 34 | 11 | 14 | 9  | 60 | 46 | 1,304 |
|  | 9.   | Strasburgo          | 34 | 34 | 14 | 6  | 14 | 49 | 58 | 0,845 |
|  | 10.  | Roubaix-Tourcoing   | 32 | 34 | 12 | 8  | 14 | 55 | 53 | 1,038 |
|  | 11.  | FC Nancy            | 32 | 34 | 13 | 6  | 15 | 66 | 66 | 1     |
|  | 12.  | Sochaux             | 32 | 34 | 13 | 6  | 15 | 52 | 56 | 0,929 |
|  | 13.  | RC Paris            | 32 | 34 | 12 | 8  | 14 | 53 | 59 | 0,898 |
|  | 14.  | Rennes              | 31 | 34 | 13 | 5  | 16 | 63 | 69 | 0,913 |
|  | 15.  | Sète                | 30 | 34 | 12 | 6  | 16 | 47 | 53 | 0,887 |
|  | 16.  | Lens                | 29 | 34 | 10 | 9  | 15 | 59 | 77 | 0,766 |
|  | 17.  | Tolosa              | 27 | 34 | 10 | 7  | 17 | 39 | 64 | 0,609 |
|  | 18.  | Stade Français      | 21 | 34 | 7  | 7  | 20 | 38 | 72 | 0,528 |

Legenda:
      Campione di Francia
  Partecipa allo spareggio promozione-retrocessione.
      Retrocesse in Division 2 1951-1952
Note:
Due punti a vittoria, uno a pareggio, zero a sconfitta.
In caso di arrivo di due o più squadre a pari punti, la graduatoria verrà stilata secondo la classifica avulsa tra le squadre interessate che prevede, in ordine, i seguenti criteri:
- Media reti generale.

### Squadra campione
| Formazione tipo | Giocatori (presenze)   |
| --- | ---------------------- |
| Germain Ben Nacef Firoud Mindonnet Belver Pedini Rossi Bonifaci Carré Courteaux Bengtsson | Robert Germain (34)    |
| Germain Ben Nacef Firoud Mindonnet Belver Pedini Rossi Bonifaci Carré Courteaux Bengtsson | Roger Mindonnet (31)   |
| Germain Ben Nacef Firoud Mindonnet Belver Pedini Rossi Bonifaci Carré Courteaux Bengtsson | Mokhtar Ben Nacef (18) |
| Germain Ben Nacef Firoud Mindonnet Belver Pedini Rossi Bonifaci Carré Courteaux Bengtsson | Michel Leblond (34)    |
| Germain Ben Nacef Firoud Mindonnet Belver Pedini Rossi Bonifaci Carré Courteaux Bengtsson | Antoine Bonifaci (32)  |
| Germain Ben Nacef Firoud Mindonnet Belver Pedini Rossi Bonifaci Carré Courteaux Bengtsson | Mohamed Firoud (24)    |
| Germain Ben Nacef Firoud Mindonnet Belver Pedini Rossi Bonifaci Carré Courteaux Bengtsson | Serge Pedini (30)      |
| Germain Ben Nacef Firoud Mindonnet Belver Pedini Rossi Bonifaci Carré Courteaux Bengtsson | Léon Rossi (21)        |
| Germain Ben Nacef Firoud Mindonnet Belver Pedini Rossi Bonifaci Carré Courteaux Bengtsson | Désiré Carré (32)      |
| Germain Ben Nacef Firoud Mindonnet Belver Pedini Rossi Bonifaci Carré Courteaux Bengtsson | Jean Courteaux (27)    |
| Germain Ben Nacef Firoud Mindonnet Belver Pedini Rossi Bonifaci Carré Courteaux Bengtsson | Pär Bengtsson (27)     |
| Altri giocatori: Yeso Amalfi (17), Abdelaziz Ben Tifour (16), Lennart Samuelsson (9), François Fassone (8), Åke Hjalmarsson (8), Marcel Gaillard (5), Louis Broccolichi (3), Robert Grange (2), Hassan M'Jid (2), Roberto Serone (1) |                        |

## Spareggi

### Spareggio promozione-retrocessione
Le squadre classificatesi al 15º e al 16º posto incontrano la 3ª e la 4ª classificata di Division 2, affrontandosi in un girone all'italiana. Le prime due classificate ottengono la salvezza se iscritte in Division 1 o avanzano di categoria se partecipanti alla seconda divisione. Le ultime due sono retrocesse se militano in Division 1 o non sono promosse se iscritte in seconda serie.
|  | Pos. | Squadra  | Pt | G | V | N | P | GF | GS | MR    |
|  | ---- | -------- | -- | - | - | - | - | -- | -- | ----- |
|  | 1.   | Lens     | 4  | 3 | 2 | 0 | 1 | 9  | 5  | 1,8   |
|  | 2.   | Sète     | 4  | 3 | 2 | 0 | 1 | 7  | 4  | 1,75  |
|  | 3.   | Besançon | 2  | 3 | 1 | 0 | 2 | 4  | 6  | 0,667 |
|  | 4.   | Rouen    | 2  | 3 | 1 | 0 | 2 | 3  | 8  | 0,375 |

Note:
Due punti a vittoria, uno a pareggio, zero a sconfitta.

#### Risultati
|          | Risultati |          | Luogo e data   |
| -------- | --------- | -------- | -------------- |
| Lens     | 2-0       | Besançon | 3 giugno 1951  |
| Rouen    | 1-0       | Sète     | 3 giugno 1951  |
|          |           |          |                |
| Lens     | 6-1       | Rouen    | 7 giugno 1951  |
| Sète     | 3-2       | Besançon | 7 giugno 1951  |
|          |           |          |                |
| Sète     | 4-1       | Lens     | 11 giugno 1951 |
| Besançon | 2-1       | Rouen    | 11 giugno 1951 |
|          |           |          |                |

## Statistiche

### Squadre

#### Capoliste solitarie
|    | —— | —— | ——       | ——       | —— | ——         | ——         | ——         | ——         | ——         | ——         | ——         | ——         | ——  | ——       | ——       | ——  | ——             | ——             | ——       | ——       | ——       | ——       | ——       | ——       | ——    | ——    | ——    | ——    | ——    | ——  | ——  | ——  | —— |  |
|    |    |    | RC Paris | RC Paris |    | Strasburgo | Strasburgo | Strasburgo | Strasburgo | Strasburgo | Strasburgo | Strasburgo | Strasburgo |     | Le Havre | Le Havre |     | Saint -Étienne | Saint -Étienne | Le Havre | Le Havre | Le Havre | Le Havre | Le Havre | Le Havre | Nîmes | Nîmes | Nîmes | Nîmes | Nîmes |     |     |     |    |  |
|    |    |    |          |          |    |            |            |            |            |            |            |            |            |     |          |          |     |                |                |          |          |          |          |          |          |       |       |       |       |       |     |     |     |    |  |
|    |    |    |          |          |    |            |            |            |            |            |            |            |            |     |          |          |     |                |                |          |          |          |          |          |          |       |       |       |       |       |     |     |     |    |  |
| 1ª | 2ª | 3ª | 4ª       | 5ª       | 6ª | 7ª         | 8ª         | 9ª         | 10ª        | 11ª        | 12ª        | 13ª        | 14ª        | 15ª | 16ª      | 17ª      | 18ª | 19ª            | 20ª            | 21ª      | 22ª      | 23ª      | 24ª      | 25ª      | 26ª      | 27ª   | 28ª   | 29ª   | 30ª   | 31ª   | 32ª | 33ª | 34ª |    |  |

### Individuali

#### Classifica marcatori
| Gol |  |  | Giocatore                | Squadra           |
| --- |  |  | ------------------------ | ----------------- |
| 28  |  |  | Roger Piantoni           | FC Nancy          |
| 27  |  |  | Jean Courteaux           | Nizza             |
| 22  |  |  | Henri Baillot            | Bordeaux          |
| 21  |  |  | Jean Grumellon           | Rennes            |
| 21  |  |  | Jean Lewandowski         | Lens              |
| 20  |  |  | Bram Appel               | Stade Reims       |
| 20  |  |  | Jean Saunier             | Le Havre          |
| 19  |  |  | Jean Baratte             | Lilla             |
| 17  |  |  | Marcel Rouvière          | Nîmes             |
| 15  |  |  | Léon Deladerrière        | FC Nancy          |
| 15  |  |  | Jean-Jacques Kretzschmar | Roubaix-Tourcoing |
| 15  |  |  | Pär Bengtsson            | Nizza             |
| 14  |  |  | Theo Timmermans          | Nîmes             |
| 14  |  |  | Henri Fontaine           | Sète              |
| 14  |  |  | Albert Guðmundsson       | RC Paris          |

## Percorso dei club nelle coppe internazionali
| Club  | Competizione | Risultato     | Ultimo avversario                          |
| ----- | ------------ | ------------- | ------------------------------------------ |
| Lilla | Coppa Latina | 2º posto      | Milan (0-5)                                |
| Nizza | Copa Rio     | fase a gironi | Juventus, Palmeiras, Stella Rossa Belgrado |